# 장 발장
장 발장(프랑스어: Jean Valjean)은 프랑스의 소설가 빅토르 위고가 1862년에 발표한 장편소설 《레 미제라블》에 나오는 인물이며 소설의 주인공이다.
1769년 브리 지방 파브롤(Faverolles)의 가난한 농가 아이로 태어났다. 아버지는 장 발장, 어머니는 잔 마티외(Jeanne Mathieu)이다. 정이 깊고 생각이 많은 타입의 남자다. 어릴 적 부모를 잃고 나이 차이가 많이 나는 누나 손에 자랐으나, 25세 때 누나의 남편이 사망한다. 1795년 말경, 가난과 배고픔을 겪는 누나의 일곱 아이들을 위해 빵 한 덩이를 훔쳐 체포된다.  1796년 기물 파손과 밀렵죄를 합쳐 5년 형을 선고받고 툴롱의 감옥으로 보내지지만, 네 번이나 탈옥을 시도했기 때문에 죄수번호 24601으로 19년이라는 세월을 감옥에서 보내게 된다. 감옥 안에서도 남다른 괴력으로 유명했으며, '기중기 장(자키 장, Jean-Le-Cric)'이라는 별명으로 불렸다. 1815년 10월 출옥했을 때, 이미 46세가 된 발장은 오랜 감옥 생활 속에서 인간 사회에 대한 증오심으로 가득 차 있었으나, 미리엘 주교에게서 하룻밤 숙식을 해결하였다. 하지만 그는 은으로 된 값비싼 물건을 훔쳐가다 포졸에게 붙잡힌다. 그러나 미리엘은 그에게 은촛대까지 덤으로 주며 그를 구해주었다. 이러한 미리엘 주교의 자애에 의해 발장은 마음을 고쳐먹는다. 고민하고 고통받으며, 때로는 슬픔과 절망을 겪으면서도 항상 미리엘 주교가 설파한 '올바른 사람'이 되려고 노력하며 하루하루를 보낸다.
1815년 12월, 몽트뢰유쉬르메르(Montreuil-sur-Mer)에 온 그는 '마들렌'(M. Madeleine)이라는 가명을 쓴다. 공장을 운영하여 성공하고 인망을 얻은 결과, 1819년 국왕 루이 18세의 명으로 시장 자리에 오른다. 포슐르방 영감(Fauchelevent)이 마차 밑에 깔린 것을 마차를 들어 올려 구조하면서, 냉혹한 경찰 자베르에게 그 정체가 발장이 아닌가 하는 의심을 받게 된다. 그의 공장에서 일하던 팡틴이라는 불쌍한 여인의 부탁으로 1823년 1월 그녀의 딸인 코제트를 데려오겠다고 약속하지만, 그 약속이 이행되기까지 거의 1년이 걸린다. 1823년 3월 신분이 발각되어(정확히는 스스로 밝혀) 자베르에게 체포되어 무기징역수가 되지만, 같은 해 11월 17일 탈옥하여 몽페르메유로 향한다. 1823년 크리스마스에 테나르디에 부부로부터 코제트를 되찾은 후 파리로 향한다. 고르보 저택(Gorbeau)에서의 생활을 거쳐 프티 픽퓌스 수녀원(Petit-Picpus Convent)으로 도망쳐 포슐르방 영감의 도움으로 숨어 정원사로 생활한다. 이후 포슐르방 영감의 동생 이름을 빌려 '윌팀 포슐르방'(Ultime Fauchelevent)으로 살아가게 된다.
1829년 10월, 60세가 된 발장은 포슐르방 영감의 죽음을 계기로 프티 픽퓌스 수녀원을 나와 코제트와 함께 플뤼메 거리(Rue Plumet)의 정원 딸린 저택으로 이사한다. 본채에는 코제트와 늙은 하녀 투생(Toussaint)을 살게 하고, 자신은 작은 문지기 오두막에서 검소한 생활을 한다. 연애를 모르는 발장에게 코제트는 딸, 어머니, 자매 등 여성이 가질 수 있는 모든 입장을 겸비한 절대적인 존재였지만, 코제트는 마리우스와 맺어지고 만다. 게다가 자신의 정체를 알고 경멸하게 된 마리우스에 의해 코제트와 떨어지게 된다.
코제트를 보호한 후로는 늘 경찰에 쫓길까 두려워하며 살았다. 고르보 저택, 프티 픽퓌스 수녀원에서의 생활을 거쳐 플뤼메 거리의 저택 외에도 집 두 채를 더 빌렸고, 국민위병(National Guard)으로서 파리 시문을 지키고 있었다. 총 세 채의 저택을 빌린 이유는 고르보 저택에 살고 있다는 것을 자베르에게 들켜 코제트를 데리고 도망쳐야 했던 경험 때문으로, 플뤼메 거리 저택에 있는 것이 발각되더라도 다른 빌린 집으로 바로 옮길 수 있도록 하기 위해서였다. 국민위병으로 시문을 지킨 것은 징병 검사를 피할 수 없었기 때문이기도 했지만, 시민으로서의 사명을 다할 수 있다는 기쁨과 국민위병이라면 경찰도 의심하지 않을 것이라는 이점이 있었기 때문이다.
그가 사용한 가명은 마들렌, 윌팀 포슐르방 외에 '위르뱅 파브르'(Urbain Fabre)가 있다. 고르보 저택 습격 사건 때 테나르디에 일가와 파트롱 미네트에게 감금되었을 때 사용했다.
1832년 6월 4일, 그는 의문의 인물이 던진 편지 한 통에 경악하여 플뤼메 거리의 저택을 처분하고 로마르메 거리(현재의 생트크루아 드 라 브르토느리 거리와 블랑 망토 거리 부근) 7번지 아파트로 이사한다.
코제트의 마음을 빼앗은 마리우스를 질투하며 괴로워한 끝에, 코제트의 연인을 구하기 위해 이 아파트에서 샹브르리 거리(Rue de la Chanvrerie)의 바리케이드로 향한다. 국민위병 군복을 벗어 처자식이 있는 남자를 도망치게 한 그는, 총은 가지고 있지만 결코 적을 죽이지 않는 '기묘한 존재'로 주목받는다. 나아가 그는 빈사 상태의 중상을 입은 마리우스를 등에 업고 바리케이드 옆에서 발견한 쇠창살을 열어 하수도로 내려갔다.
코제트와 마리우스의 결혼식 다음 날, 마리우스에게 자신의 정체를 밝힌다. 퐁메르시 부인(Mme Pontmercy)이 된 코제트가 함께 살자고 강하게 권유해도 그는 로마르메 거리의 아파트에 혼자 살며 스스로 거리를 두었고, 마리우스가 그를 꺼린 탓도 있어 코제트와는 서먹해져 간다. 점차 코제트가 있는 피유 뒤 칼베르 거리(Rue des Filles-du-Calvaire) 6번지의 딸 부부 저택에 가는 것이 어려워지고, 육체적으로나 정신적으로 쇠약해져 간다. 그런 그의 마음을 지탱해 준 것은 코제트가 '허리춤 주머니'라고 불렀던 짐 속의 내용물—8살 때 코제트가 입었던 상복—이었다.
1833년 늦여름 밤, 유언을 남기고 코제트와 다시는 만날 수 없음을 한탄하던 바로 그때, 진실을 알게 된 마리우스가 코제트를 데리고 그를 찾아온다. 그는 두 사람에게 여러 가지 이야기를 한다. 모조 보석 이야기, 자신이 맡긴 60만 프랑으로 남작에 걸맞은 생활을 할 것, 테나르디에 일가를 용서할 것, 은 촛대를 코제트에게 맡길 것, 코제트의 어머니 이름은 팡틴이라는 것, 자신의 행복과 맞바꿔 코제트를 행복하게 해준 팡틴에게 진심으로 감사할 것... 이 말만 남기고, 천국에서 지켜보는 미리엘 주교와 퐁메르시 부부(코제트와 마리우스)가 지켜보는 가운데 행복한 마음으로 천국으로 떠났다. 64세로 사망하였다.
그의 유해는 페르 라셰즈 묘지(Père Lachaise Cemetery)의 눈에 띄지 않는 곳, 큰 주목나무 아래에 묻혔다. 묘비에는 아무것도 새겨져 있지 않다. 그 대신 목탄으로 네 줄의 시구가 적혀 있다. "그는 이곳에 잠들다. 기구한 운명에도 불구하고 그는 살았다. 천사를 잃자 그는 세상을 떠났다. 죽음은 저절로 찾아왔으니, 마치 낮이 가고 밤이 오듯이."
한국에서 《레 미제라블》이 아동용 소설로 개작·출판되면서 주인공 이름을 따서 《장 발장》으로 알려지기도 하였다.
1. ↑  프티 픽퓌스 거리 62번지에 있는, 상시 성체 조배(常時聖体崇拝)를 기본 신념으로 삼는 베르나르파(Bernardine) 수도원이다. 수도원이 사라진 후, 파리 도시 개조 사업으로 인해 그 자리에 리옹 역(Gare de Lyon)이 들어섰다고 여겨진다. 덧붙여, '프티 픽퓌스 거리'라는 지명은 빅토르 위고가 만들어낸 가상의 지명이다.